# Joseph-Léon Dumont
Joseph-Léon Dumont (* 1884 in  Audignies; † 1945 im KZ Groß-Rosen) war ein französisch-belgischer römisch-katholischer Geistlicher und Märtyrer.

## Leben
Joseph Dumont wurde 1884 in Audignies bei Maubeuge in Frankreich nahe der belgischen Grenze geboren. Er besuchte Schulen in Enghien (Belgien) und Vellereille-les-Brayeux, absolvierte das Priesterseminar in Tournai und wurde 1909 zum Priester geweiht. Im Ersten Weltkrieg wurde er vielfach ausgezeichnet. Die Stationen seines priesterlichen Wirkens waren: Pottes (Celles), Frasnes-lez-Buissenal (Frasnes-lez-Anvaing), Tournai, Gosselies (Charleroi), dann Pfarrer in Vezon (Tournai) und ab 1935 Dekan in Leuze-en-Hainaut.
Wegen Unterstützung des Widerstands gegen die nationalsozialistische Besetzung Belgiens mittels einer patriotischen Predigt wurde er am 16. November 1943 verhaftet und kam über die Gefängnisse Tournai und Saint-Gilles/Sint-Gillis am 18. März 1944 in das KZ Esterwegen. Von dort wurde er nach Groß-Strehlitz und am 31. Oktober 1944 in das KZ Groß-Rosen verlegt. Am 8. Februar 1945 hätte er das Lager mit einem Konvoi Richtung Bremen verlassen sollen, war aber dazu bereits zu krank und starb zu einem unbekannten Zeitpunkt im Alter von 60 oder 61 Jahren.

## Gedenken
In Leuze-en-Hainaut ist die Straße Enclos Doyen Dumont nach ihm benannt.